# W16-motor
En W16-motor er en motor med 16 cylindere anbragt i W-form (sammensat af 2 8-cylindrede rækkemotorer).  W16-motoren optræder bl.a i den 1001hk stærke Bugatti Veyron. den kan også findes i Bugatti Kaliber.
| Motor | Spire Denne artikel om motorer og motordele er en spire som bør udbygges. Du er velkommen til at hjælpe Wikipedia ved at udvide den. |